# Perfekter Sturm
Der Begriff perfekter Sturm ist eine wörtliche Übersetzung des englischen Ausdrucks perfect storm und bezeichnet eine maximale Katastrophe.

## Herkunft und Bedeutung
Gemeint ist im ursprünglichen Sinne ein äußerst seltenes Unwetterphänomen, dessen Auftreten sehr unwahrscheinlich ist, weil dazu zahlreiche Bedingungen zusammenkommen müssen. Der Begriff geht hauptsächlich auf Sebastian Jungers Bestseller The Perfect Storm. A True Story of Men Against the Sea zurück. Das Buch handelt von einem verheerenden, im negativen Sinne „perfekten“ Hurrikan im Oktober 1991 vor der Ostküste der USA, der zum Untergang des Fischereischiffs Andrea Gail führte. In diesem Fall trafen drei Wettererscheinungen aufeinander:
- ein vom nordamerikanischen Festland in östlicher Richtung ziehendes Tiefdruckgebiet;
- ein Hoch aus Kanada, das kalte und trockene Luft mit sich führte und nach Süden unterwegs war;
- feuchtwarme Überreste des Hurrikans „Grace“.

In der Verlagswerbung hieß es zu Sebastian Jungers Buch:

“It was “the perfect storm”—a tempest that may happen only once in a century—a nor’easter created by so rare a combination of factors that it could not possibly have been worse. Creating waves ten stories high and winds of 120 miles an hour, the storm whipped the sea to inconceivable levels few people on Earth have ever witnessed.”

„Es war „der perfekte Sturm“ – ein Sturm, der nur einmal in einem Jahrhundert auftreten kann, ein Nordostwind, der durch eine so seltene Kombination von Faktoren verursacht wurde, dass es unmöglich schlimmer hätte kommen können. Der Sturm verursachte zehn Stockwerke hohe Wellen und Windgeschwindigkeiten von 190 Kilometer pro Stunde und peitschte das Meer in unvorstellbare Höhen, wie es nur wenige Menschen auf der Erde je gesehen haben.“

Das Buch sowie der Begriff wurden insbesondere durch die Verfilmung von Wolfgang Petersen mit George Clooney in der Hauptrolle bekannt. Der Film trägt – wie das Buch – im englischen Original den Titel The Perfect Storm, im deutschen Verleih nur Der Sturm.
Der Ausdruck „perfekter Sturm“ fand danach in vielen Ländern Eingang in die Alltagssprache und wird vielfach auch im übertragenen Sinne benutzt, etwa in der Politik und der Finanzwirtschaft, um auszudrücken, dass es „kaum schlimmer kommen kann“.